# Borno (Italië)
Borno is een gemeente in de Italiaanse provincie Brescia (regio Lombardije) en telt 2609 inwoners (31-12-2004). Provinciehoofdstad Brescia ligt ongeveer 70 kilometer naar het zuiden De oppervlakte bedraagt 30 km², de bevolkingsdichtheid is 90 inwoners per km². Het plaatsje is een ski-resort in de Valcamonica-vallei. In het dorpje zijn verscheidene kerken en een achthoekige fontein uit ongeveer 1600.

## Geografie
Borno grenst aan de volgende gemeenten: Angolo Terme, Azzone, Ossimo, Piancogno, Schilpario.

## Geboren in Borno
- Giovanni Battista Re (1934), kardinaal